# Tomträsket
Tomträsket är en sjö i Bodens kommun i Norrbotten och ingår i Luleälvens huvudavrinningsområde. Sjön har en area på 0,0625 kvadratkilometer och ligger 182 meter över havet. Tomträsket ligger i Rappomyran Natura 2000-område.

## Delavrinningsområde
Tomträsket ingår i det delavrinningsområde (737072-173124) som SMHI kallar för Utloppet av Tomträsket. Medelhöjden är 188 meter över havet och ytan är 0,83 kvadratkilometer. Räknas de 4 avrinningsområdena uppströms in blir den ackumulerade arean 3,07 kvadratkilometer. Vattendraget som avvattnar avrinningsområdet har biflödesordning 3, vilket innebär att vattnet flödar genom totalt 3 vattendrag innan det når havet efter 132 kilometer. Avrinningsområdet består mestadels av skog (21 procent) och sankmarker (72 procent). Avrinningsområdet har 0,06 kvadratkilometer vattenytor vilket ger det en sjöprocent på 7,6 procent.